# Honduras op de Olympische Zomerspelen 1984
Honduras nam deel aan de Olympische Zomerspelen 1984 in Seoel, Zuid-Korea. Er werden geen medailles gewonnen voor Honduras.

## Deelnemers en resultaten

### Atletiek
| Olympiër         | Discipline            | Resultaat | Prestatie      |
| ---------------- | --------------------- | --------- | -------------- |
| Carlos Ávila     | marathon (m)          | 71e       | 2:42.03        |
| Santiago Fonseca | 20km snelwandelen (m) | 31e       | 1:34.47        |
|                  |                       |           |                |
| Leda Díaz        | marathon (v)          | DNF       | niet gefinisht |

### Judo
| Olympiër    | Discipline | Resultaat | Prestatie |
| ----------- | ---------- | --------- | --------- |
| Carlos Solo | -65kg (m)  | 20e       |           |

### Zwemmen
| Olympiër                                                  | Discipline            | Resultaat | Prestatie                  |
| --------------------------------------------------------- | --------------------- | --------- | -------------------------- |
| Rodolfo Torres                                            | 100m vrije slag (m)   | 64e       | serie 5: 8ste in 1.00,92   |
| Juan José Piro                                            | 200m vrije slag (m)   | 52e       | serie 1: 8ste in 2.12,51   |
| David Palma                                               | 100m rugslag (m)      | 43e       | serie 1: 4de in 1.13,28    |
| Juan José Piro                                            | 200m rugslag (m)      | 34e       | serie 3: 7de in 2.32,48    |
| Salvador Corelo                                           | 100m schoolslag (m)   | DSQ       | serie 5: gediskwalificeerd |
| David Palma                                               | 200m schoolslag (m)   | 42e       | serie 1: 6de in 2.37,65    |
| Salvador Corelo                                           | 100m vlinderslag (m)  | 50e       | serie 4: 8ste in 1.05,91   |
| Juan José Piro                                            | 200m vlinderslag (m)  | 34e       | serie 3: 8ste in 2.22,80   |
| Salvador Corelo                                           | 200m wisselslag (m)   | 36e       | serie 3: 5de in 2.22,29    |
| Juan José Piro                                            | 400m wisselslag (m)   | 23e       | serie 1: 8ste in 5.15,68   |
| Salvador Corelo Juan José Piro David Palma Rodolfo Torres | 4x100m vrije slag (m) | 22e       | serie 2: 7de in 3.55,87    |
| Salvador Covelo David Palma Juan José Piño Rodolfo Torres | 4x100m wisselslag (m) | 20e       | serie 1: 7de in 4.22,72    |
|                                                           |                       |           |                            |
| María Lardizábal                                          | 100m vrije slag (v)   | 45e       | serie 4: 8ste in 1.04,70   |
| María Lardizábal                                          | 200m vrije slag (v)   | 36e       | serie 3: 8ste in 2.28,65   |
| Isabel Lardizábal                                         | 100m schoolslag (v)   | 29e       | serie 3: 7de in 2.25,12    |
| Isabel Lardizábal                                         | 200m schoolslag (v)   | 23e       | serie 2: 8ste in 3.04,25   |

Algerije · Amerikaanse Maagdeneilanden · Andorra · Antigua en Barbuda · Argentinië · Australië · Bahama’s · Bahrein · Bangladesh · Barbados · België · Belize · Benin · Bermuda · Bhutan · Birma · Bolivia · Bondsrepubliek Duitsland · Botswana · Brazilië · Britse Maagdeneilanden · Canada · Centraal-Afrikaanse Republiek · Chili · China · Chinees Taipei · Colombia · Congo-Brazzaville · Costa Rica · Cyprus · Denemarken · Djibouti · Dominicaanse Republiek · Ecuador · Egypte · El Salvador · Equatoriaal-Guinea · Fiji · Filipijnen · Finland · Frankrijk · Gabon · Gambia · Ghana · Grenada · Griekenland · Groot-Brittannië · Guatemala · Guinee · Guyana · Haïti · Honduras · Hongkong · Ierland · IJsland · India · Indonesië · Irak · Israël · Italië · Ivoorkust · Jamaica · Japan · Joegoslavië · Jordanië · Kaaimaneilanden · Kameroen · Kenia · Koeweit · Lesotho · Libanon · Liberia · Liechtenstein · Luxemburg · Madagaskar · Malawi · Maleisië · Mali · Malta · Marokko · Mauritanië · Mauritius · Mexico · Monaco · Mozambique · Nederland · Nederlandse Antillen · Nepal · Nicaragua · Nieuw-Zeeland · Niger · Nigeria · Noord-Jemen · Noorwegen · Oeganda · Oman · Oostenrijk · Pakistan · Panama · Papoea-Nieuw-Guinea · Paraguay · Peru · Portugal · Puerto Rico · Qatar · Roemenië · Rwanda · Salomonseilanden · Samoa · San Marino · Saoedi-Arabië · Senegal · Seychellen · Sierra Leone · Singapore · Soedan · Somalië · Spanje · Sri Lanka · Suriname · Swaziland · Syrië · Tanzania · Thailand · Togo · Tonga · Trinidad en Tobago · Tsjaad · Tunesië · Turkije · Uruguay · Venezuela · Verenigde Arabische Emiraten · Verenigde Staten · Zaïre · Zambia · Zimbabwe · Zuid-Korea · Zweden · Zwitserland